# سرحة (ساوجبلاغ)
سرحة هي قرية في مقاطعة ساوجبلاغ، إيران. يقدر عدد سكانها بـ 301 نسمة بحسب إحصاء 2016.